# Rejon piszczański
Rejon piszczański – jednostka administracyjna w składzie obwodu winnickiego Ukrainy.
Powstał w 1923. Ma powierzchnię 600 km² i liczy około 21 tysięcy mieszkańców. Siedzibą władz rejonu jest Piszczanka.
W skład rejonu wchodzą 2 osiedlowe rady oraz 13 silskich rad, obejmujących 19 wsi i 8 osad.

## Miejscowości rejonu
- (Болган)
- (Брохвичі)
- (Чабанове)
- (Червона Поляна)
- Czarnomin (Чорномин)
- Dymitraszkówka (Дмитрашківка)
- Honorówka[2][3] (Гонорівка)
- (Городище)
- (Грабарівка)
- (Яворівка)
- (Калинівка)
- (Козацьке)
- (Козлівка)
- Kukuły (Кукули)
- (Миколаївка)
- (Миролюбівка)
- (Палійове)
- Piszczanka (Піщанка)
- (П'ятихатка)
- Popieluchy (Попелюхи)
- (Рибки)
- Rudnycia (Рудниця)
- (Рудницьке)
- Stawki (Ставки)
- Studenne (Студена)
- Trybusówka (Трибусівка)
- (Трудове)
- (Верхня Слобідка)
- (Затишне)